# Serayē Āwraja
Serayē Āwraja är ett distrikt i Eritrea.   Det ligger i regionen Debubregionen, i den centrala delen av landet, 70 km sydväst om huvudstaden Asmara.